# Grave (musikgrupp)
Grave är ett death metal-band från Sverige, som bildades i Visby på Gotland år 1986. Tillsammans med band som Entombed och Dismember lade Grave grunden till den svenska death metal-scenen. Under namnet Corpse släppte de sin första demo, Black Dawn 1986. Därefter har de spelat in ytterligare 14 skivor. Out of Respect for the Dead är bandets tionde fullängdsalbum och gavs ut 2015.

## Historia

### De första tio åren
Redan från 1984 var gruppen aktiv under namn som Destroyer, Anguish och Rising Power (efter en låt av AC/DC), och spelade från början heavy metal. När de under namnet Corpse släppte sin första demo 1986 hade musiken utvecklats mot mer extrem death metal. Som Grave gav de ut en första demo, Sick Disgust Eternal 1988. Bandet bestod då av Jörgen Sandström på sång, gitarr och bas, Ola Lindgren på gitarr och Jens Paulsson på trummor. Tillsammans med basisten Jonas Edwardsson spelade de också in demon Painful Death, då under bandnamnet Putrefaction.
Efter ett par ytterligare demoinspelningar spelades fyraspårs-EPn Anatomia Corporis Humani in i Yellowhouse Studio och gavs ut av tyska MBR Records 1988. Grave skrev kontrakt med Century Media som gav ut bandets första fullängdsalbum Into the Grave i augusti 1991. Albumet spelades in i Sunlight Studios och producerades av Tomas Skogsberg. Into the Grave fick ett gott mottagande och bandet turnerade i Europa tillsammans med Florida-baserade Malevolent Creation och senare med svenska Entombed.
Basist på debutplattan var Jonas Torndal men inför det andra albumet lämnade han bandet och Sandström återtog basspelet. You'll Never See... gavs ut 1992 och i januari 1994 släpptes EP:n ...And Here I Die... Satisfied som bland annat innehöll låtarna från demon Black Dawn. Efter tredje fullängdsalbumet Soulless samma år, turnerade Grave i Nordamerika, först själva och senare som support till Cannibal Corpse och Samael. De spelade också på "Full of Hate"-festivalen och som förband till Morbid Angel.
Frontmannen Jörgen Sandström lämnade bandet för Entombed 1995 men Grave gav ut ytterligare två album med de återstående medlemmarna, nu med Ola Lindgren även på sång och bas. Efter utgivningen av Hating Life 1996 och livealbumet Extremely Rotten Live 1997 var bandet inaktivt under några år.

### Grave på 2000-talet
Bandet återupptog verksamheten 2001, fortfarande med Ola Lindgren som sångare och gitarrist, och Jens Paulsson bakom trummorna. Den tidigare basisten Jonas Torndal återkom, men nu som gitarrist, medan basspelet numera hanteras av Fredrik Isaksson, tidigare i Therion. Albumet Back from the Grave, 2002 markerade återkomsten, där den första utgåvan även innehöll en bonus-CD med låtarna från bandets tidiga demo-utgivningar. På den efterföljande turnén i Europa ersattes Paulsson tillfälligt av Pelle Ekegren bakom trummorna. I februari meddelades att Paulsson lämnat bandet för gott och ersatts permanent av Christofer Barkensjö, även i Kaamos, General Surgery och Repugnant. Sommaren 2003 turnerade bandet i USA tillsammans med Immolation, Crematorium och Goatwhore. Under hösten deltog Grave i "Bonded by Metal Over Europe"-turnén med bland andra Exodus, Behemoth, Mortician och Carnal Forge.
Christofer Barkensjö lämnade bandet 2004 för att koncentrera sig på sitt andra band, Kaamos, och Pelle Ekegren sköter trumspelet på Fiendish Regression, ett album som producerades i Abyss Studios av Peter Tägtgren och Tommy Tägtgren. Bandet turnerade därefter i olika omgångar med bland andra Rotting Christ, Vesania och Cryptopsy, innan 2006 års album As Rapture Comes gavs ut. Fler turnéer följde både i Europa och Nordamerika tillsammans med Dismember, Unleashed och Entombed. 
I juni 2010 gav Grave ut sitt nionde studioalbum Burial Ground. I slutet av juli 2010 ersattes Fredrik Isaksson på bas av Tobias Cristiansson, som tidigare spelat i Dismember. I augusti 2012 släpptes bandets tionde fullängdsalbum, Endless Procession of Souls.

## Medlemmar
Nuvarande medlemmar
- Ola Lindgren – gitarr, sång (1988– )
- Tobias Cristiansson – basgitarr (2010– ) (även i Dismember)
- Mika Lagrén – gitarr (2011– ) (även i Facebreaker)
- Tomas Lagrén – trummor (2018- )

Tidigare medlemmar
- Jörgen Sandström – gitarr, basgitarr, sång (1988–1995)
- Jens "Jensa" Paulsson – trummor (1988–2002)
- Jonas Torndal – basgitarr (1989–1992), gitarr (1996–2007)
- Fredrik "Fredda" Isaksson – basgitarr (2001–2010)
- Pelle Ekegren – trummor (2002–2006)
- Pelle Liljenberg – trummor (2004)
- Ronnie Bergerståhl – trummor (2006– 2018)
- Magnus Martinsson – gitarr (2008–2011)

Turnerande medlemmar
- Pelle Liljenberg – trummor (2002)
- Christofer Barkensjö – trummor (2004)
- Lord K. Philipson (Kentha Philipson) – basgitarr (2006)
- S.W. (Simon Wizén) – basgitarr (2014)

Bildgalleri

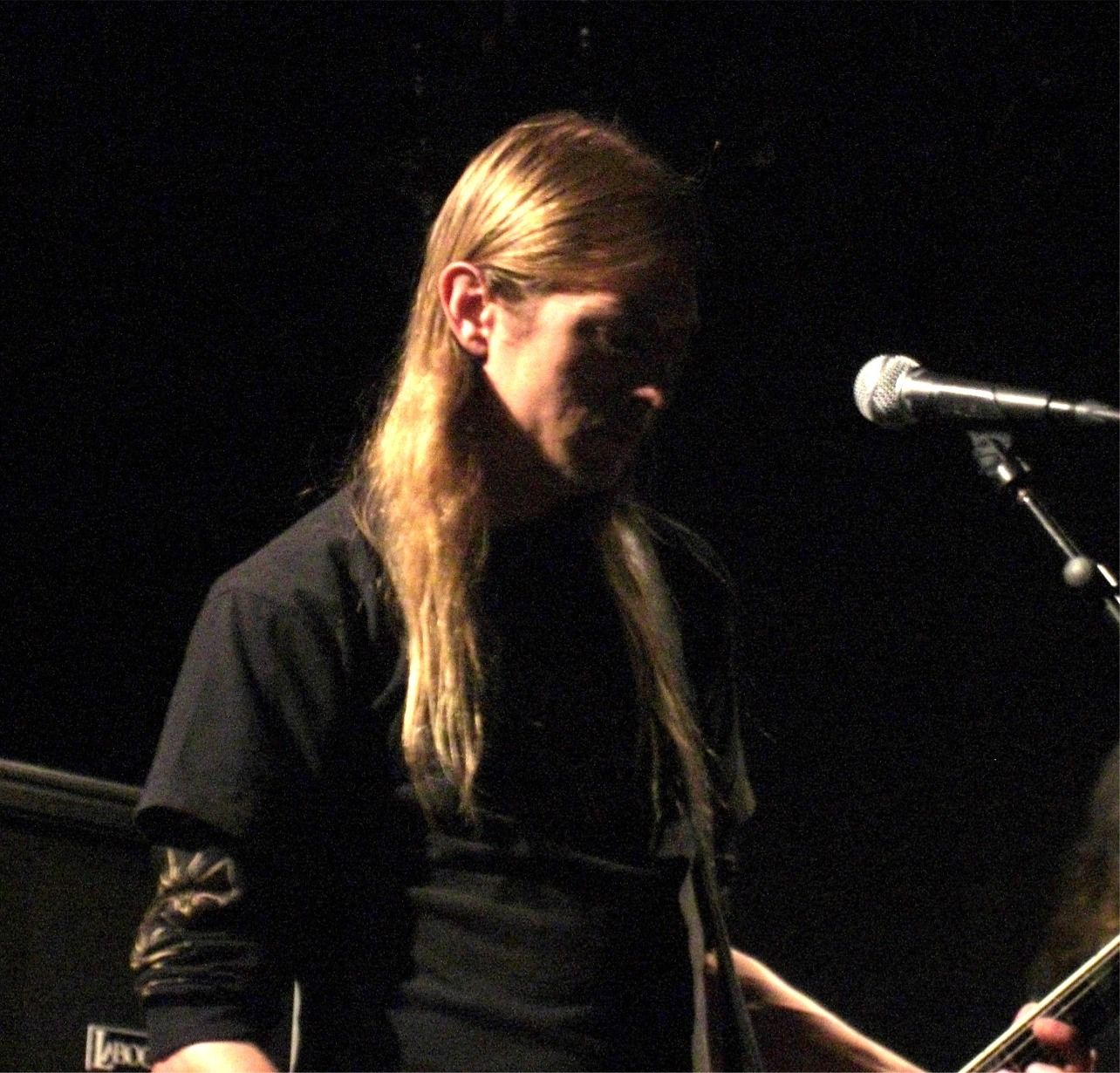
Ola Lindgren 2008
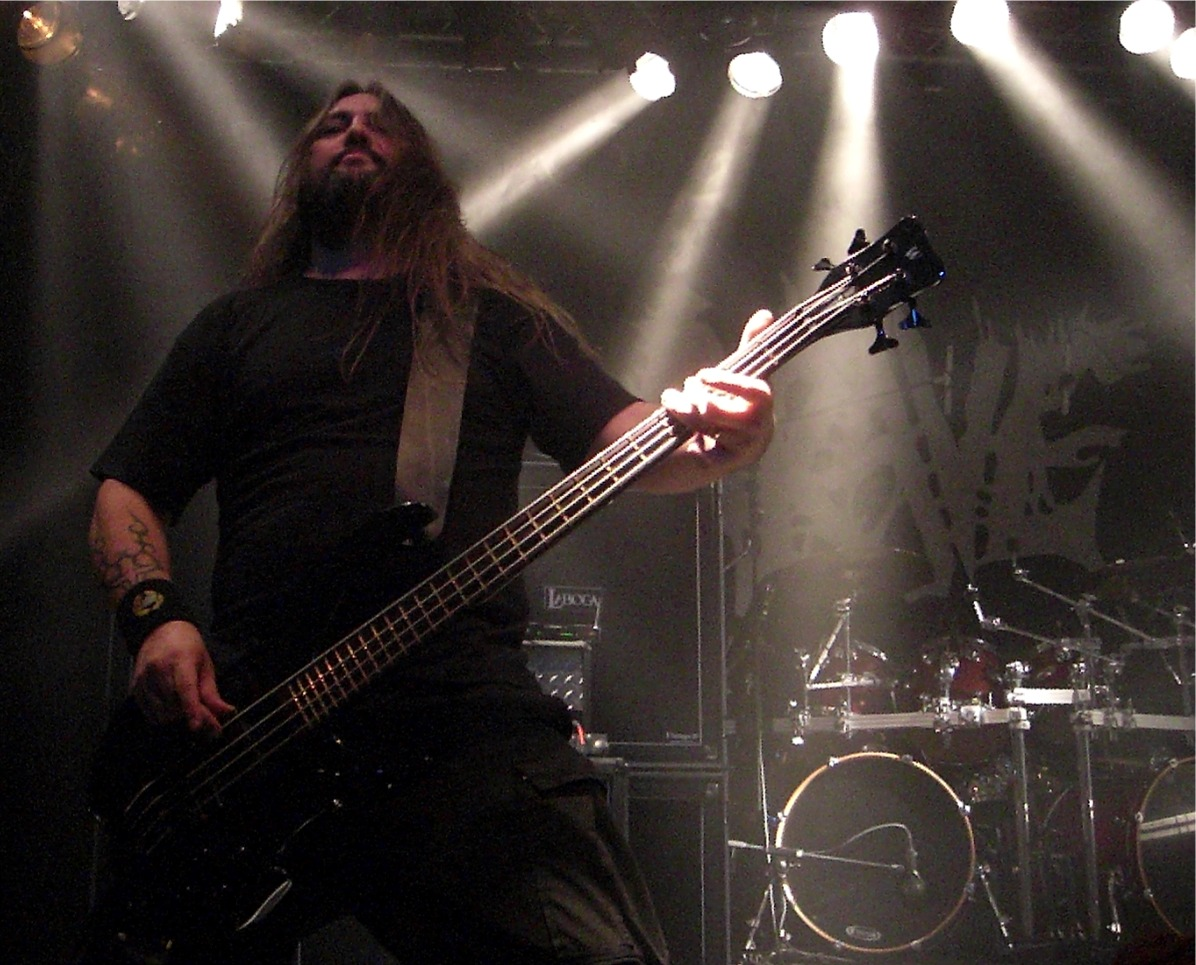
Fredrik Isaksson 2008
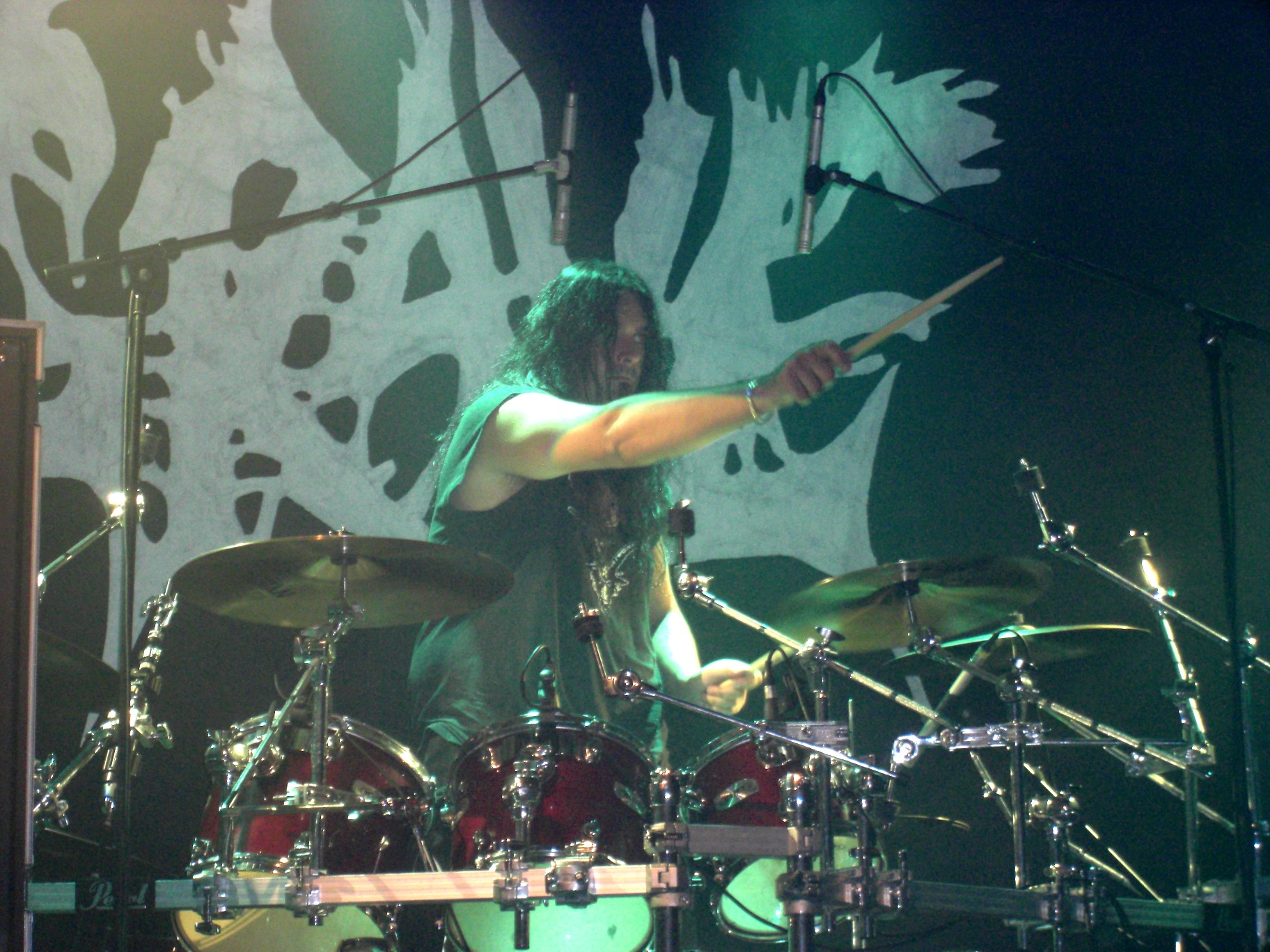
Ronnie Bergerståhl 2008
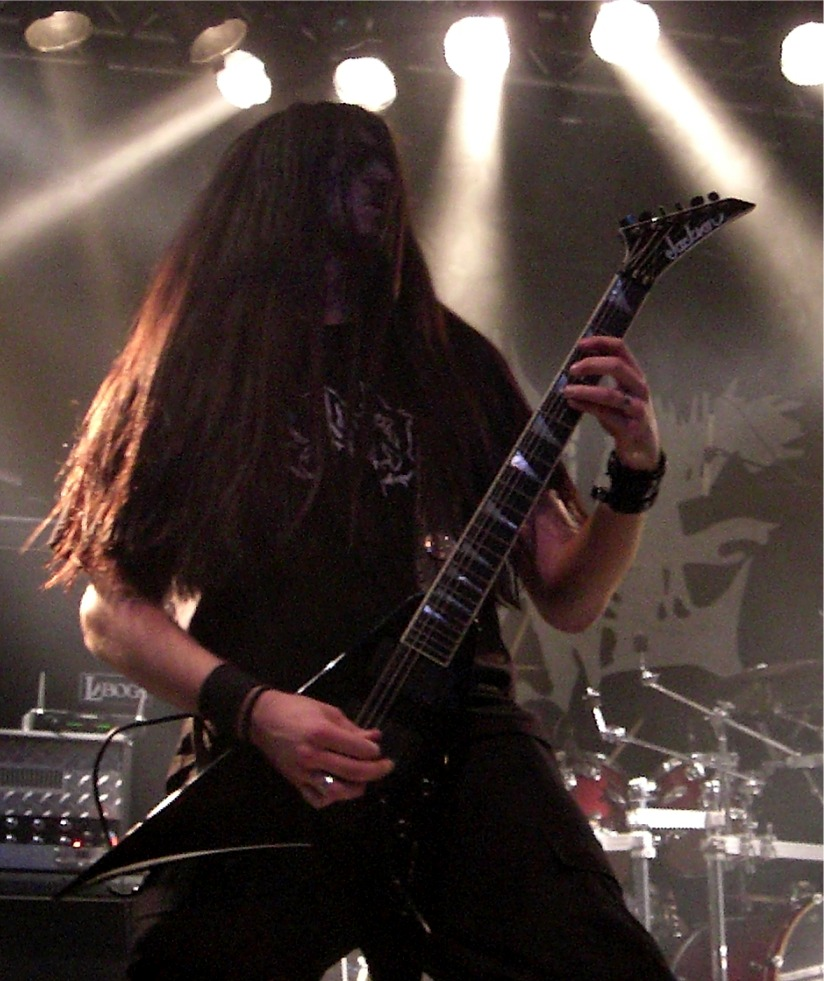
Magnus Martinsson 2008

## Diskografi

### Demo
- Sick Disgust Eternal (1988)
- Anatomia Corporis Humani (1989)
- Sexual Mutilation (1989)
- Promo 1989 (1989)
- Promo 91 (1991)

### Studioalbum
- Into the Grave (1991)
- You'll Never See... (1992)
- Soulless (1994)
- Hating Life (1996)
- Back from the Grave (2002)
- Fiendish Regression (2004)
- As Rapture Comes (2006)
- Dominion VIII (2008)
- Burial Ground (2010)
- Endless Procession of Souls (2012)
- Out of Respect for the Dead (2015)

### Livealbum
- Extremely Rotten Live (1997)

### EP
- ...And Here I Die... Satisfied (1994)
- Morbid Ascent (2013)

### Singlar
- "Tremendous Pain" (1991)

### Samlingsalbum
- Morbid Way to Die (2004) (vinylbox innehållande de sex första albumen)
- Exhumed - A Grave Collection (2008)
- Death Unhallowed (2010) (12CD + DVD box)
- The Dark Side of Death (2012)

### Annat
- Black Dawn (demo som Corpse, 1986)
- "Anatomiacor" / "Painful Death" (1989, delad demo: Grave / Putrefaction)
- Grave / Deviated Instinct / Devolution (1991) (delad album)
- In the Eyes of Death (1991) (delad 12" vinyl: Unleashed / Asphyx / Tiamat / Loudblast / Grave)
- Stinn av Musik (1994) Tributeskiva till Smaklösa med bland annat Susanne Alfvengren, Ainbusk, Di sma undar jårdi och Babben Larsson[3]
- Enraptured (2006) (DVD)
- Necropsy - The Complete Demo Recordings 1986-1991 (2011) (3x12" vinyl-box med Grave / Corpse / Putrefaction)